# Peltostega
Peltostega is een geslacht van uitgestorven trematosauride temnospondyle Batrachomorpha (basale 'amfibieën'). De typesoort Peltostega erici is de enige geldige soort. Het is bekend van de Kongressfjelletformatie uit het Vroeg-Trias van Spitsbergen en Jan Mayen.
Peltostega erici werd in 1916 benoemd door Carl Wiman. De geslachtsnaam betekent 'schilddak'.
Het holotype is PIU U.24, een schedel in 1915 gevonden op Mount Andersson op Spitsbergen. Later zijn meerdere schedels aan de soort toegewezen.
In 1946 werd Peltostega wimani Nilsson, 1946 benoemd op basis van PIU U.39, een achterste schedel.
De schedel is ongeveer dertig centimeter lang met een driehoekig profiel in bovenaanzicht.
In 1935 werd Peltostega in een eigen Peltostegidae geplaatst maar dat is geen gebruikelijke indeling meer.